# Cementerio Católico de Santiago
El Cementerio Católico de Santiago está ubicado en la comuna de Recoleta, en el sector norte de la capital chilena. Este cementerio depende administrativamente del arzobispado de Santiago. Forma parte junto al Cementerio General de Santiago y el Cementerio Israelita de Recoleta del «eje de los cementerios», donde también se ubica próxima la Estación Cementerios del Metro de Santiago. Asimismo, es uno de los tres cementerios religiosos católicos de Santiago, junto al Cementerio Católico de Maipú y el de Puente Alto. 
Desde el 1° de enero de 2006, el Arzobispado de Santiago ha encargado la Administración del Cementerio Católico de Recoleta a la empresa Acoger Santiago, la cual surge de la asociación del Arzobispado de Santiago (a través de la Fundación de Derecho Canónico "Acoger") y un grupo de empresarios católicos, para procurar la modernización y la recuperación patrimonial del legado histórico, religioso, cultural y arquitectónico de este Campo Santo.

## Historia

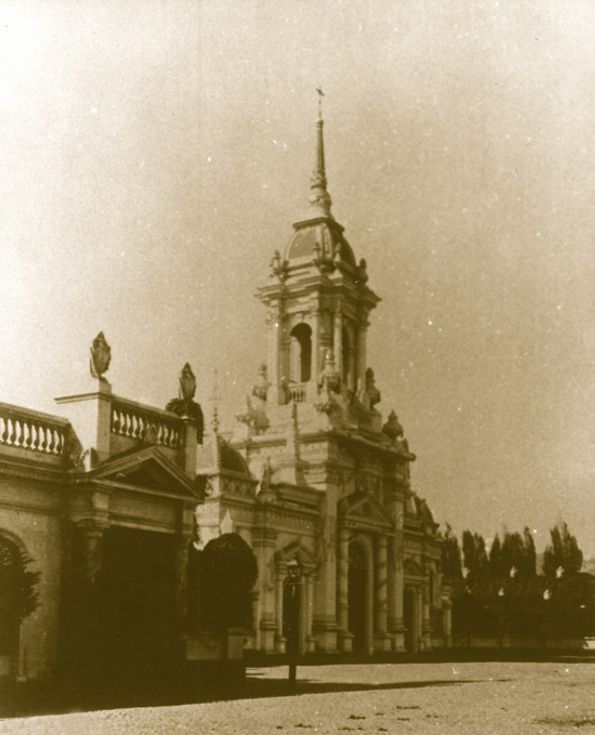
Fachada original del cementerio, fotografía de 1906

El Cementerio Católico de Santiago fue creado en 1883 por iniciativa del presbítero José Luis Valenzuela Castillo, luego de la prohibición de administración eclesiástica de los cementerios públicos como el Cementerio General, siendo clausurado ese mismo año. En 1890, mientras era arzobispo de Santiago Mariano Casanova, se reabrió el cementerio. Sus primeras administraciones se preocuparon del delineamiento del predio y de las decoraciones de los patios y corredores. Desde 1909, la administración ha sido hecha por laicos.

### Rutas nocturnas
En octubre de 2023 el Cementerio Católico inició las rutas patrimoniales nocturnas, las cuales ofrecen a los visitantes la oportunidad de conocer la arquitectura del siglo XIX, en los mausoleos y tumbas de la época.